# Le Taillan-Médoc
Taillan-Médoc – miejscowość i gmina we Francji, w regionie Nowa Akwitania, w departamencie Żyronda.
Według danych na rok 1990 gminę zamieszkiwało 6815 osób, a gęstość zaludnienia wynosiła 450 osób/km² (wśród 2290 gmin Akwitanii Taillan-Médoc plasuje się na 53. miejscu pod względem liczby ludności, natomiast pod względem powierzchni na miejscu 750.).